# Templo de Redlands
El Templo de Redlands es uno de los templos construidos y operados por la Iglesia de Jesucristo de los Santos de los Últimos Días, el número 116 construido por la iglesia y el quinto templo construido en el estado de California, ubicado al sur del estado en el condado de San Bernardino. Redlands es una ciudad de 60 mil habitantes ubicado a 25 km al este de San Bernardino y al suroeste de Riverside y a unos 115 km de Los Ángeles.

## Historia
En 1851 el entonces presidente de la iglesia SUD Brigham Young envió un grupo de miembros de su iglesia para establecer una colonia en el valle de San Bernardino, al sur de California con el propósito de establecer un punto de canje y un punto de establecimiento para los misioneros que se dirigían hacia las islas del Pacífico por medio del puerto de San Pedro. Se estableció bajo esas premisas la ciudad de San Bernardino. La región donde se construyó el templo, incluyendo el terreno de casi 2 hectáreas no era posesión de terratenientes mexicanos ni amerindios de la región, sino que pertenecía a los pioneros mormones que estaban expandiendo sus actividades agrícolas hacia la región que hoy es la ciudad de Redlands, irrigando sus tierras con agua proveniente de los molinos hidráulicos de Creek Zanja. El área ocupaba unas 14 mil hectáreas compradas por la iglesia en octubre de 1851. El valle está ubicado en las faldas de las montañas de San Bernardino.
La planificación de la ciudad por los colonos incluyeron el terreno para un futuro templo aunque no hay registros de planes de construir dicho templo en el breve estadio de los fieles en la región de San Bernardino.
El terreno donde se asienta el templo fue una finca de plantación de naranjas. Durante la celebración de la primera palada, los devotos ofrecieron a sus huéspedes jugo de naranja de los árboles derribados para la construcción del edificio.

## Construcción
Los planes para la construcción del templo en Redlands se anunciaron en la conferencia general de la iglesia el 21 de abril de 2001. Tras el anuncio público, la iglesia en ese país buscó un lugar adecuado seleccionando un terreno que la iglesia había comprado en los años 1980 de naranjales localizado en un área residencial al este de la ciudad. La ceremonia de la palada inicial tuvo lugar el 1 de diciembre de 2004 por el apóstol mormón Dieter F. Uchtdorf, ante una congregación de unos 350 fieles. La construcción del templo duró unos 16 meses.
El templo de Redlands fue construido con una adaptación arquitectónica de las especificaciones de los templos de menor tamaño construidos a fines del siglo XX para llegar a un total de 100 templos para 2000. El primero de tales templos fue el Templo de Monticello (Utah), construido en un pueblo de unos 2 mil habitantes ubicado en la esquina sudeste del estado de Utah. Con 1607 metros cuadrados (17 297,6 ft²) de construcción, es uno de los templos de mayor tamaño entre los templos mileniales adaptados de las menores proporciones operados por la iglesia SUD a nivel mundial.
La entrada del templo muestra un panel de vidrio artístico que era una de las ventanas del centro de reuniones de San Bernardino construido en 1930. Los fieles conservaron la ventana después de la venta de la iglesia y la colocaron dentro de una capilla vacina hasta que llamó la atención de los diseñadores del templo quienes la ubicaron como pieza maestra del lobby del templo. 

## Dedicación
El templo SUD de Redlands fue dedicado para sus actividades eclesiásticas en cuatro sesiones, el 14 de septiembre de 2003, por Gordon B. Hinckley, el entonces presidente de la iglesia SUD. Con anterioridad a ello, la iglesia permitió un recorrido público del interior y las instalaciones del templo desde el 9 de agosto al 6 de septiembre del mismo año, al que asistieron unos 140.000 visitantes.